# Rio Acuriã
O rio Acuriã (em armênio: Ախուրյան; romaniz.: Axuryan) ou Arpachai (em turco: Arpaçay çayı; em russo:  Арпачай o Ахурян) é um rio da Arménia e Turquia. Parte do seu percurso define a fronteira Arménia-Turquia, no sul do Cáucaso. Nasce na Arménia e corre para sul a partir do lago Tseli, ao longo da fronteira com a Turquia, até desaguar no rio Aras, pela margem esquerda, perto da cidade arménia de Bagarana. O Acuriã drena uma bacia de 9670 quilômetros quadrados.